# Ejnar Mikkelsen

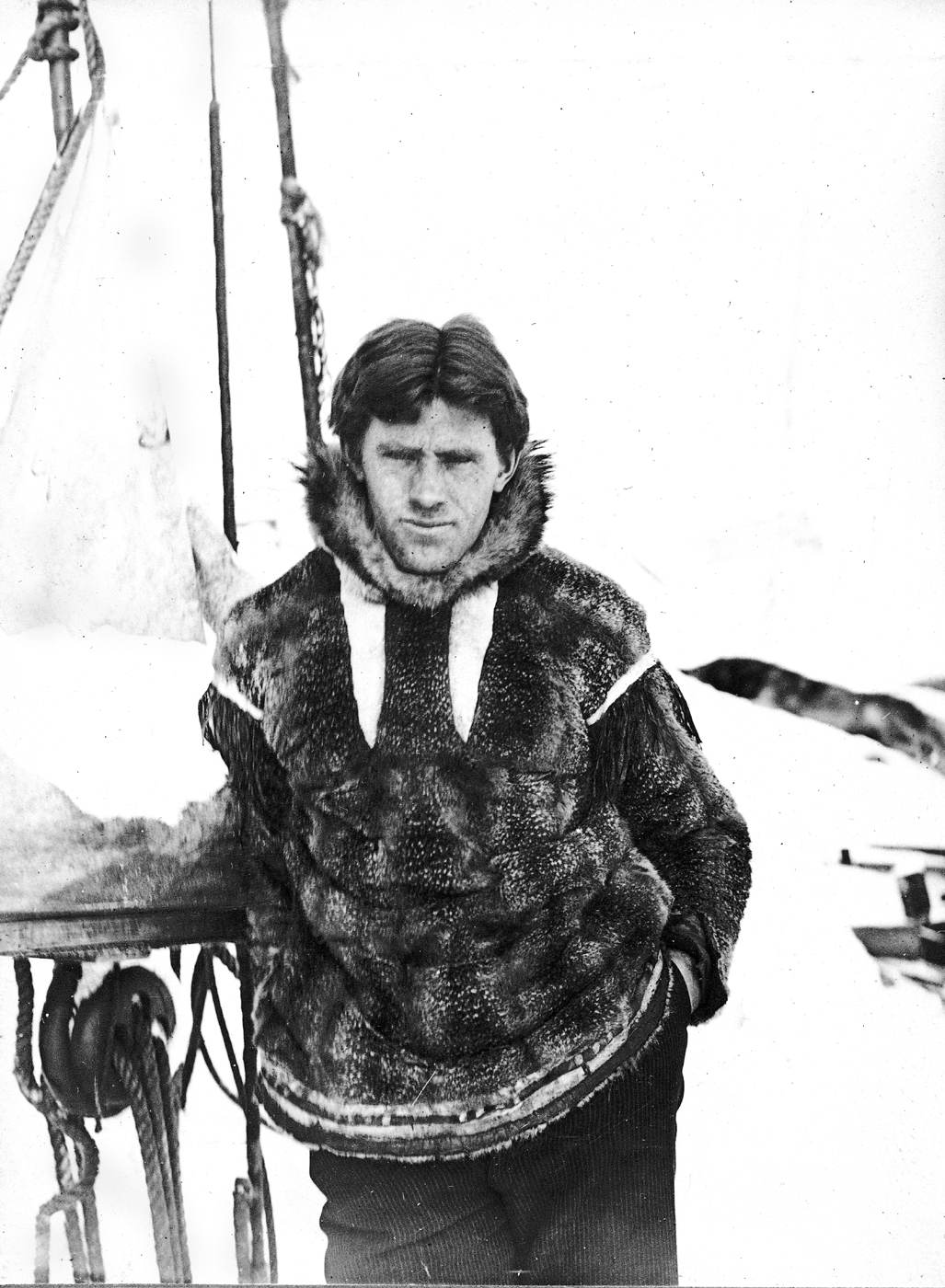
Ejnar Mikkelsen.

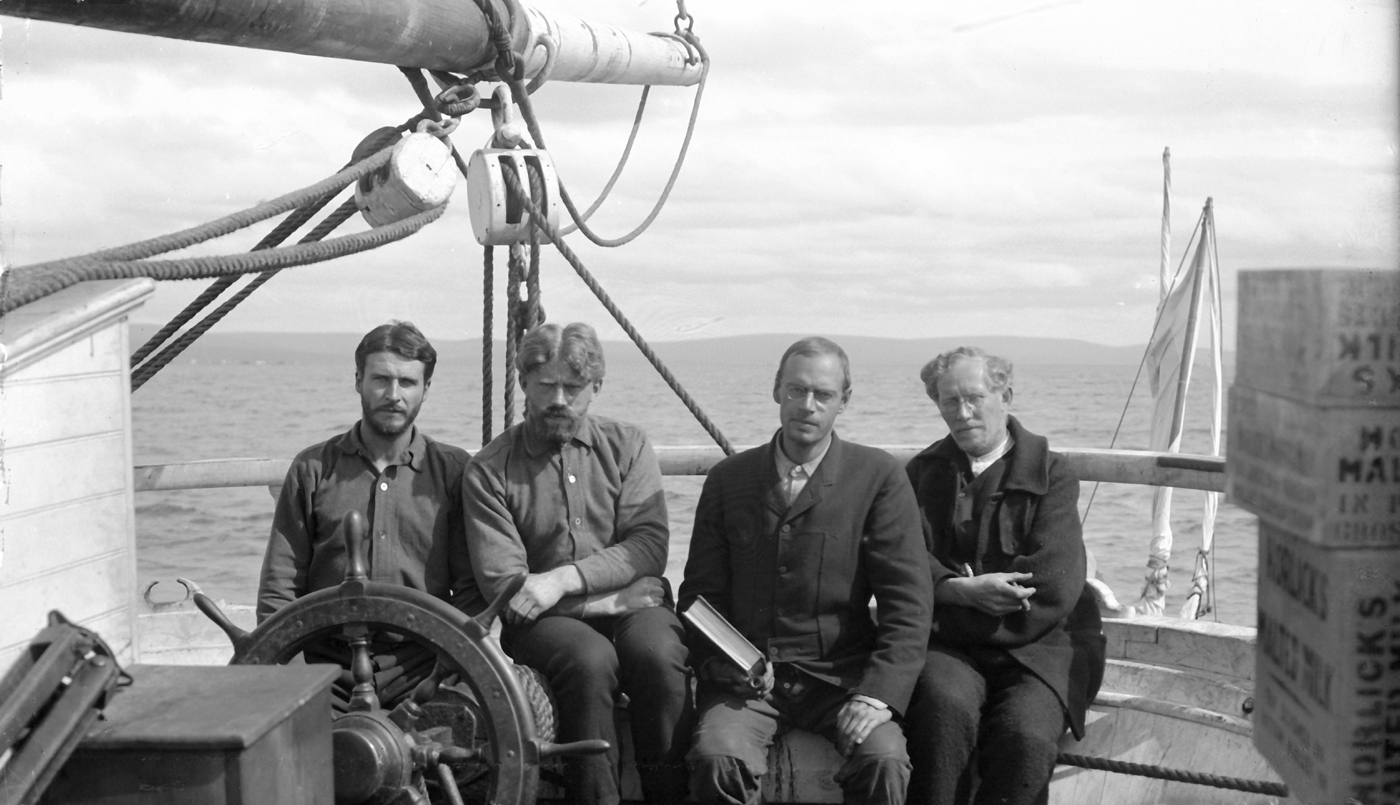
Anglo-American Polar Expedition 1906.(fr vä Ernest Leffingwell, Ejnar Mikkelsen, G. P. Howe, Ejnar Ditlevsen).

Ejnar Mikkelsen, född 23 december 1880 i Vester Brønderslev på Jylland, död 1 maj 1971 i Köpenhamn, var en dansk polarfarare.
Mikkelsen tog styrmansexamen från Köpenhamns navigationsskola 1899 och deltog året därpå i Georg Carl Amdrups expedition till Östgrönland, varunder han var med om en farlig resa längs den då obesegrade Blosseville Kyst mellan 66° och 70° nordlig bredd, 1901-02 i den amerikanska Baldwin-Zieglerska expeditionen till Frans Josefs land och tjänstgjorde sedan några år som förste styrman på havsundersökningsfartyget "Thor" och på större handelsfartyg. År 1906 blev han ledare för The Anglo-American Polar Expedition med Ernest Leffingwell, som hade till mål att undersöka, om det fanns något land i Beauforthavet norr om Alaska. På en slädexpedition 1907 företog man lodningar för att bestämma fastlandssockelns utsträckning, varvid Mikkelsens fartyg gick förlorat i isen. Denna resa skildrade han i Conquering the Arctic Ice (1909).
Den 20 juni 1909 avseglade han från Köpenhamn med "Alabama" till Grönlands nordöstkust som ledare för en expedition med syfte att eftersöka Ludvig Mylius-Erichsens och löjtnant Niels Peter Høeg Hagens lik och observationsjournaler vid Danmarksfjord. Fartyget gick förlorat vid Danmarkshavn 1910, men Mikkelsen och maskinmästaren Iver P. Iversen (1884-1968) hade redan tidigare med hundar och slädar och 100 dagars proviant anträtt en expedition norrut till Danmarksfjord, där Mylius-Erichsens sökta journaler anträffades. Av dem framgår bland annat, att Peary Land inte är en ö som man trott tidigare, utan att Navy Cliff hänger landfast samman med Peary Land. Mikkelsen och Iversen anträdde återvägen, uppehållande livet med det obetydliga villebråd (ripor, myskoxar och isbjörnar), som påträffades, och några av föregående expeditioner nedlagda förråd (även de två utsvultna hundarna måste tillgripas). De övervintrade 1910-12 än på Shannon Island, än på Bass Rock, där norska fångstfartyget "Sjøblomsten" 17 juli 1912 räddade de båda isvandrarna, som utfört en i polarforskningens historia dittills exempellös prestation. Denna expedition skildrade han i Lost in the Arctic (1913, "3 aar paa Grønlands østkyst") och senare i memoarboken Farlig tomandsfærd (1955). Filmen Against the Ice från 2022 skildrar Mikkelsens och Iversens umbäranden.

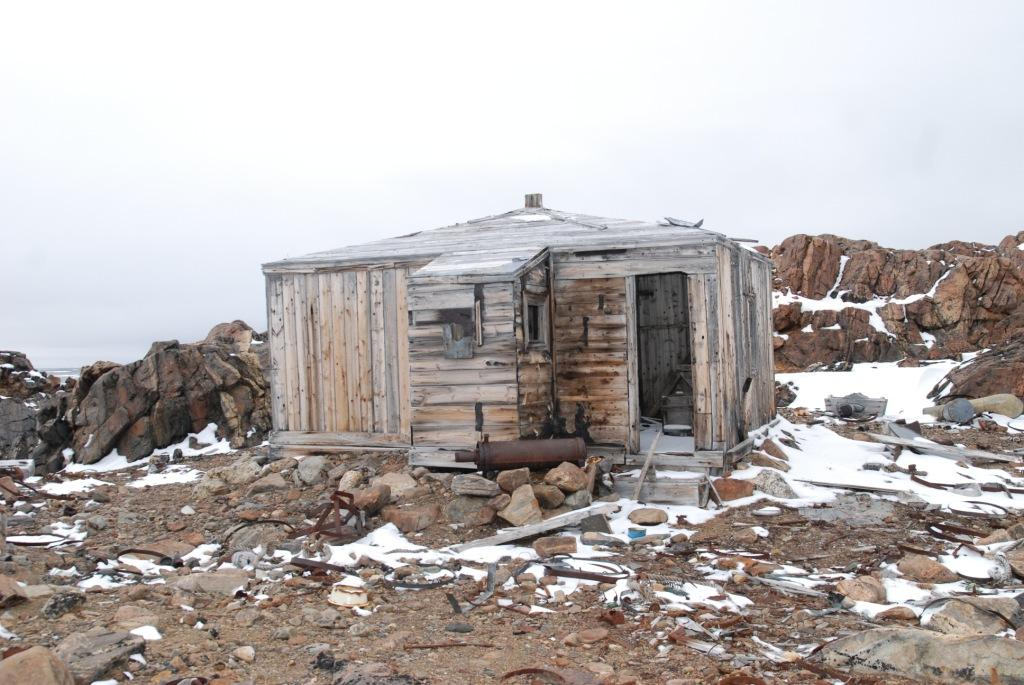
Skjulet de övervintrade i

Under de följande åren företog han en rad resor, bland annat till Karelen under ryska revolutionen och till Latinamerika, där han inrättade en dansk forskningsstation i Anderna. Han var även korrespondent för "Nationaltidende" i Köpenhamn. År 1924 förestod han upprättandet av kolonin Scoresbysund på Grönlands östkust och förflyttningen av de inuiter som skulle befolka denna. Han ledde även en rad fiskeriförsök vid Väst- och Östgrönland. Dessa projekt var ett led i den efter Grönlandstraktaten med Norge av juni 1924 nyvaknade ivern för att med dansk företagsamhet trygga företrädet på Grönlands östkust och fick betydelse för domstolsutslaget i Haag 1933 angående Norges ockupation av Östgrönland.
Under åren 1927-31 var Mikkelsen direktör för det färöiska valfångarsällskapet, 1933-50 inspektör för Östgrönland, varunder han vann stort förtroende hos inuiterna som kallade honom "Miki", och 1937-38 koloniföreståndare i Ammassalik. Han var 1933-56 ordförande i Det Grønlandske Selskab och därefter hedersordförande. Åren 1944-45 var han knuten till den danska legationen i Washington, D.C., som rådgivare i grönländska frågor. Han blev filosofie hedersdoktor vid Köpenhamns universitet 1956.

## Övriga skrifter i urval
- Norden for lov og rett (1920)
- John Dale (1921)
- Fra hundevagt til hundeslæde (1953)
- Ukendt mand til ukendt land (1954)
- Fra fribytter til embedsmand (1957)
- Svundne tider i Østgrønland (1960)